# Saint-Cyr-les-Vignes
Saint-Cyr-les-Vignes – miejscowość i gmina we Francji, w regionie Owernia-Rodan-Alpy, w departamencie Loara.
Według danych na rok 1990 gminę zamieszkiwały 643 osoby, a gęstość zaludnienia wynosiła 33 osób/km² (wśród 2880 gmin regionu Rodan-Alpy Saint-Cyr-les-Vignes plasuje się na 1027. miejscu pod względem liczby ludności, natomiast pod względem powierzchni na miejscu 524.).
W Saint-Cyr-les-Vignes urodził się wikariusz apostolski Środkowej Oceanii Pierre Bataillon SM.